# Disease X
Disease X (deutsch ‚Krankheit X‘) bezeichnet zukünftig etwaig auftretende Infektionskrankheiten, für die keine spezifischen Vorkehrungen getroffen werden können, weil noch nicht bekannt ist, wie sich solche noch unbekannten Krankheitserreger verhalten werden und wie die Krankheiten aussehen werden, die sie hervorrufen. Dieser Platzhaltername wurde von der Weltgesundheitsorganisation (WHO) definiert.
Der Zweck des Platzhalters besteht darin, das Potenzial für eine neue Epidemie/Pandemie zu erkennen, die durch einen unbekannten Krankheitserreger verursacht wird, um sich im Voraus per Forschung und Entwicklung darauf vorzubereiten.
Im Januar 2020 begannen vor allem englischsprachige Nachrichtenmedien, den Coronavirus-Ausbruch 2019–20 als Disease X zu bezeichnen.
Die Definition der WHO lautet:

„Krankheit X steht für die Einsicht, dass eine schwerwiegende internationale Epidemie durch einen Krankheitserreger verursacht werden könnte, von dem derzeit nicht bekannt ist, dass er Krankheiten des Menschen verursacht. Daher versucht das F&E-Konzept ausdrücklich, so weit wie möglich eine übergreifende F&E-Vorbereitung zu ermöglichen, die auch für eine bisher unbekannte „Krankheit X“ relevant ist.“

Die Coalition for Epidemic Preparedness Innovations (CEPI) unterstützt die Entwicklung von Vakzinierungsplattformen, die eine schnelle Bereitstellung von Impfstoffen gegen bisher unbekannte Erkrankungen (Disease X) ermöglichen.